# Cisco Pike
Cisco Pike ist ein US-amerikanisches Filmdrama von Bill L. Norton aus dem Jahr 1971. Kris Kristofferson übernahm in diesem Film seine erste Hauptrolle.

## Handlung
Cisco Pike, in der Vergangenheit ein bekannter Musiker, lebt vom Drogenhandel. Er will damit aufhören und wieder als Musiker tätig werden. Der korrupte Polizist Leo Holland zwingt Pike zum Verkauf der von Holland beschlagnahmten Drogen. Pikes Freundin Sue weist ihn darauf hin, dass er bereits zweimal wegen des Drogenhandels vorbestraft worden ist. Im Fall der erneuten Verhaftung müsste er mit fünf Jahren Gefängnis rechnen, die Sue nicht aushalten würde. Sie fordert, dass er zwischen ihr und dem Drogenhandel wählt.
Holland macht Cisco ausfindig, sagt ihm, dass er 10.000 US-Dollar braucht, und gibt ihm 59 Stunden Zeit, das Marihuana zu verkaufen. Im Gegenzug sagt er Cisco, dass er das überschüssige Geld behalten darf und dass er seine letzten Verhaftungsunterlagen ändern wird, wenn der Fall vor Gericht kommt. Cisco nimmt den Deal an und beginnt mit der Zerkleinerung der Marihuana-Ziegel, kontaktiert dann seine früheren Kunden und fährt mit dem Verkauf fort. Nachdem ein Großkunde bemerkt, dass ihn jemand mit einem Fernglas beobachtet, macht dieser sich aus dem Staub. Cisco gibt Holland die Ziegel zurück und weigert sich, weiter mit ihm zusammenzuarbeiten. Cisco kehrt nach Hause zurück, um an seinen Demos zu arbeiten. Holland ist wütend und besucht ihn zu Hause. Er schlägt Cisco und droht, ihn zu erschießen, wenn er den Verkauf nicht fortsetzt. Cisco stimmt daraufhin zu.
Cisco besucht seinen ehemaligen Konkurrenten, Bruder Buffalo, um zu versuchen, die Ziegel in großen Mengen und damit schneller zu verkaufen. Cisco bietet ihm fünfundzwanzig Kilogramm zu einem niedrigen Preis an. Buffalo sagt Cisco, dass er versuchen wird, mit seinen Partnern einen Deal auszuhandeln. Dann besucht Cisco seinen Musikerfreund Rex, der in einem Studio Songs aufnimmt. Rex lehnt die Demos ab, die Cisco ihm zuvor geschickt hat. Stattdessen fragt er ihn nach dem Marihuana. Cisco ist enttäuscht und trifft sich mit Rex’ Manager, um über den Verkauf von Drogen zu sprechen. Cisco lehnt das Angebot des Managers ab, trifft dann das Groupie Merna und geht mit ihr weg. Auf dem Weg zur Villa ihres Vaters holen sie Lynn ab.
Nach einer kurzen sexuellen Begegnung mit den beiden Mädchen verkauft Cisco weiter Drogen, während die Spannungen zwischen ihm und seiner Freundin eskalieren. Er besucht den Manager von Rex, der sich bereit erklärt, Ciscos Preis zu zahlen. Der Manager sagt Cisco, er werde in zwei Tagen bezahlt; Cisco beginnt, sein Büro zu verwüsten, bis der Manager ihm einen persönlichen Scheck ausstellt. Ein anderer Kunde von Cisco bringt ihn zu einem großen Käufer, und Cisco erkennt, dass er und sein Kunde von der Polizei reingelegt werden; sie entkommen und werden von Sue gerettet. Cisco ist zunehmend frustriert, weil er von seinen potenziellen Käufern nicht kontaktiert wurde und ihm immer noch das Geld fehlt. Sue findet Ciscos ehemaligen Bandkollegen, Jesse Dupre, bei sich zu Hause beim Baden. Betroffen von Jesses Drogensucht erzählt Cisco Sue, dass er von einem Polizisten erpresst wird.
Jesse und Cisco fahren zum Sunset Strip, wo sie auf Merna und Lynn treffen. Merna macht Cisco mit einem großen Käufer bekannt, der seinen Preisvorstellung akzeptiert. Auf einer Party in Mernas Haus nimmt Jesse eine Überdosis Heroin und stirbt. Währenddessen dringt Holland uneingeladen in Ciscos Haus ein und bleibt bei Sue, die flieht und Holland im Haus zurücklässt.
Cisco fährt Jesses Leiche zu seinem Haus in Venice und findet Sue schlafend in ihrem Van. Sue warnt ihn vor Holland und Cisco erzählt Sue von Jesses Tod. Cisco lässt Jesses Leiche auf einer Bank liegen. Sue ruft den Notruf an, um ihn über die Leiche zu informieren. Cisco konfrontiert Holland und Sue teilt Cisco mit, dass sie ihn verlassen wird. Cisco gibt dem verzweifelten Holland das Geld; sie werden von den eintreffenden Rettungsdiensten unterbrochen, die auf den Anruf wegen Jesses Leiche reagieren. In dem Glauben, dass sie hinter ihm her sind, beginnt Holland auf sie zu schießen und wird tödlich getroffen. Sue kehrt nach Hause zurück und Cisco fährt davon.

## Kritiken
Das Lexikon des internationalen Films schrieb, der Film sei ein „atmosphärisch dichter Erstlingsfilm“. Er gebe einen „realistischen, detailgenauen Einblick in die Welt der Dealer und Drogenabhängigen“.
Die Los Angeles Free Press schrieb, „die Dreharbeiten sind makellos, die Bilder riechen nach dem Fleisch unseres Lebens, ein Stück unseres wirklichen Lebens, das in eine Filmrolle verwandelt wurde.“ („The filming is faultless, the images redolent with the flesh of our lives, a slice of our real life made into reel life“).

## Hintergrund
Der Film wurde in Los Angeles gedreht und hatte am 2. November 1971 seine Premiere in San Francisco.